# Црни Поток (Подцркавље)
Црни Поток је насељено место у општини Подцркавље, Бродско-посавска жупанија, Хрватска.

## Историја
До територијалне реорганизације у Хрватској био је у саставу старе општине Славонски Брод.

## Становништво
У попису становништва из 2011. године, Црни Поток није имао становника.
| Број становника према пописима | Број становника према пописима | Број становника према пописима | Број становника према пописима | Број становника према пописима | Број становника према пописима | Број становника према пописима | Број становника према пописима | Број становника према пописима | Број становника према пописима | Број становника према пописима | Број становника према пописима | Број становника према пописима | Број становника према пописима | Број становника према пописима | Број становника према пописима |
| ------------------------------ | ------------------------------ | ------------------------------ | ------------------------------ | ------------------------------ | ------------------------------ | ------------------------------ | ------------------------------ | ------------------------------ | ------------------------------ | ------------------------------ | ------------------------------ | ------------------------------ | ------------------------------ | ------------------------------ | ------------------------------ |
| 1857                           | 1869                           | 1880                           | 1890                           | 1900                           | 1910                           | 1921                           | 1931                           | 1948                           | 1953                           | 1961                           | 1971                           | 1981                           | 1991                           | 2001                           | 2011                           |
| 101                            | 113                            | 88                             | 96                             | 97                             | 103                            | 115                            | 117                            | 110                            | 114                            | 95                             | 23                             | 11                             | 5                              | 0                              | 0                              |

Напомена: Од 1910. до 1971. исказивано под именом Црни Поток Бродски.